# Baldies
Baldies — игра в жанре стратегия в реальном времени для Amiga, Atari Jaguar CD, DOS, Microsoft Windows, PlayStation и (под названием «Baldy Land») для Sega Saturn, разработанная Creative Edge Software. Версия для Jaguar была выпущена в 1995 году Atari, версия для PC — 11 декабря 1996 Panasonic Interactive Media, для Amiga в 1998 году Creative Edge Software, для Saturn и Playstation — в 1998 году Banpresto в Японии. Кроме того, версия для Playstation была издана в США (Mud Duck Productions) и Великобритании (Phoenix Games) в 2003 году.

## Геймплей
Игра представляет собой стратегию в реальном времени с видом сверху, похожую на Command & Conquer и Warcraft. Задача игры — построить сообщество персонажей, которых называют «baldies» («лысики»), похожих на лысых толстоватых коротышек, и помочь им победить «hairies» («волосатиков»), которые похожи на бородатых и волосатых коротышек.
Цель игры — убить всех человечков из команды противника. Этой цели можно достичь, построив дома, в которых рождаются лысики. После этого можно построить бараки и/или научную лабораторию. Бараки первого уровня производят пули, второго уровня — гранаты, которые экипируются солдатами. Научная лаборатория изучает и создает изобретения, которые могут сжечь других человечков, взорвать их, утопить и т.д.
Построив 4 больших дома, можно дать человечкам крылья, которые позволяют им подлетать к вражеским домам или в любую другую нужную точку.

## Восприятие
Рекламная кампания игры, осуществляемая Panasonic, включала в себя тур лысых промоутеров, распространявших в Нью-Йорке бесплатные демоверсии игры после её выпуска. Игра понравилась далеко не всем обозревателям. Например, обозреватель GameSpot назвал игру «самой странной игрой, в которую он когда-либо играл», критикуя как концепцию игры, так и её исполнение (итоговая оценка — 6,5). Напротив, обозреватель журнала Gamezilla отметил оригинальность игры, захватывающий игровой процесс и большое число секретов и трюков, поставив игре высокую оценку. Хорошо оценили игру также журналы Electronic Gaming Monthly, Game Revolution, Computer Games Magazine.